# دلب جنتري
دلب جنتري (باللاتينية: Platanus gentryi) نوع من الأشجار المعمرة متساقطة الأوراق، يتبع جنس الدلب من الفصيلة الدلبية (باللاتينية: Platanaceae). سمي على اسم العالم جنتري (بالإنجليزية: H. S. Gentry)‏ الذي جمع عينة منه.

## الموئل والانتشار
الموئل الأساسي لدلب جنتري هو ولاية سينالوا في غرب المكسيك.